# Isle Lake
Isle Lake är en sjö i Kanada.   Den ligger i provinsen Alberta, i den centrala delen av landet, 2 900 km väster om huvudstaden Ottawa. Isle Lake ligger 728 meter över havet. Arean är 22,0 kvadratkilometer. Den sträcker sig 7,4 kilometer i nord-sydlig riktning, och 12,6 kilometer i öst-västlig riktning.
Runt Isle Lake är det glesbefolkat, med 11 invånare per kvadratkilometer.